# Noviciat de Nostra Senyora de la Consolació (Tortosa)
El Noviciat de Nostra Senyora de la Consolació és un edifici religiós de Tortosa (Baix Ebre) protegit com a bé cultural d'interès local.

## Descripció
El conjunt del recinte és de planta rectangular. Es troba entre l'inici del carrer de Santa Maria Rosa Molas i la carretera de Xerta (antiha carretera nacional a Gandesa) a la localitat de Jesús. Format per diverses edificacions entre les quals destaca, i és més antiga, la que dona directament a la carretera nacional. Aquest cos, de considerable alçada, consta de planta baixa i dos pisos superiors i presenta una gran quantitat de finestres del mateix tipus, amb emmarcaments de maó, a cada un dels tres registres.
Aquest edifici connecta pel carrer dedicat a la Santa amb un dels edificis de construcció recent, en forma de prisma rectangular. Consta de planta baixa i tres pisos superiors, realitzat principalment amb maó, sense cap element ornamental tret de la disposició de les nombroses finestres rectangulars i del curiós cornisament que dibuixa el ritme de les finestres.
Més amunt d'aquest cos modern s'aixeca la capella del Noviciat, connectada amb ell i que limita pel costat esquerre el recinte, paral·lela a l'inici de l'Hospital i Llars d'Avis de la Santa Creu.
Hi havia hagut un claustre, avui desaparegut, del que en queden algunes restes. Són peces estructurals i ornamentals que resten de les arcades del claustre antic. Són trossos dels arcs de les galeries del claustre: arcs ogivals amb columnes de suport de secció lobulada (quatre lòbuls, o el resultat de la intersecció de quatre columnes) amb uns basaments de motius vegetals i pedestal quadrat, mentre les ogives disposen de traceria senzilla i delicada amb el típic motiu ornamental de la flor de lis. El material emprat sembla un ciment de poca qualitat. Hi ha, en total, unes vint peces de diferents mides.

## Història
L'autorització per a la fundació del noviciat de la Consolació al raval de Jesús fou donada el 1858 a la mare Maria Rosa Molas, però degut a la manca de mitjans econòmics, les novícies van haver d'instal·lar-se a l'edifici de l'hospital de la Misericòrdia de Jesús, que dirigia també Maria Rosa Molas.
L'any 1867-1868 s'adquirí un terreny proper a l'hospital per a la instal·lació del noviciat, realitzada entre 1878 i 1879, en bona part gràcies a l'ajut del bisbe de Tortosa, Dr. Vilamitjana, gran protector de la Congregació de les Germanes de la Consolació (aquest edifici tenia les dependències necessàries, destacant el claustre i la capella, sembla que d'estil neogòtic).
Posteriorment es realitzaren obres d'ampliació, el 1907, el 1928 i el 1929. Aquest any es construí bona part dels edificis que encara es conserven, principalment l'edificació que corre al llarg de la carretera cap a Xerta. Les obres van ser dirigides per l'arquitecte Agustí Bartlet, arquitecte municipal de Tortosa, el mateix que dirigí la construcció de l'actual capella els anys 1952-1957.
Els anys 1979-1980 es realitzen importants obres amb nous edificis.